# 서덜
서덜이란 생선을 손질하고 남은 대가리, 뼈, 껍데기 등의 부산물이다. 샥스핀처럼 살코기가 아닌 부분도 원래 그것이 주식재료인 경우에는 서덜이라고 하지 않는다.
탕이나 국을 끓여 먹는 방식으로 소비된다.